# جاك بنفنيست
جاك بنفنيست (بالفرنسية: Jacques Benveniste)‏، هو عالم كيميائي وطبيب فرنسي وكان يشغل منصب مدير المعهد الفرنسي للأبحاث وهو صاحب كتاب ذاكرة الماء المثير للجدل ولد في 12 مارس 1935 وتوفي في 3 أكتوبر 2004 .

## دراسته
درس الطب في جامعة باريس وتخرج منها سنة 1960 وعمل بعدها في معهد مكافحة السرطان وعين بعدها مديرا للمعهد إلى أن أصبح مدير المعهد الفرنسي للابحاث .

## ذاكرة الماء
أثارت بحوثه حول ان للماء ذاكرة الكثير من الجدل في أوروبا والعالم وهزت علم الكيمياء والبيولوجيا والاحياء وخلطت أوراق علماء البيولوجيا .